# Hagyományos életbiztosítások
Hagyományos életbiztosítások azok az életbiztosítások, ahol a biztosítási esemény bekövetkeztekor kifizetett szolgáltatás (biztosítási összeg) a biztosító által már a szerződés megkötésekor konkrét meghatározott összeg. Tipikus biztosítási események, melyek bekövetkeztekor a biztosító szolgáltatást fizet: a biztosított életében bekövetkező eseményekhez, elsősorban halálhoz vagy a szerződésben meghatározott más eseményhez kapcsolódnak, mint például egy adott életkor elérése, házasságkötés, gyermekszülés vagy nyugdíjazás. A nem hagyományos életbiztosításokat unit-linked vagy befektetési egységekhez kötött életbiztosításoknak nevezik. Ezeknél a szerződéseknél a biztosítási esemény bekövetkeztekor fizetendő szolgáltatás a díjakból képzett befektetési egységek hozamától és árfolyamának alakulásától függ. A befektetés kockázatát ekkor az ügyfél viseli, cserébe viszont a magasabb hozam lehetősége is a biztosító kifizetését gyarapíthatja. Hagyományos életbiztosításoknál a díjak befektetésének kockázatát a biztosító viseli, cserébe azonban a biztosító szolgáltatása előre rögzített.